# Laraje
Laraje ili Leraje, također i Leraikha, u demonologiji, četrnaesti duh Goecije koji zapovijeda nad trideset legija duhova. Moćan je i ima titulu markiza u paklu. Nalikuje zgodnom strijelcu odjevenom u zeleno. Nosi luk i strijele u tobolcu. Djeluje na sukobe i natjecanja te potiče na bitke. Zbog njega se rane nastale strijelama upale i pogoršavaju stanje ranjenika.